# Дубровка (сільське поселення присілок Дубровка)
Дубровка (рос. Дубровка) — присілок в Думіницькому районі Калузької області Російської Федерації.
Населення становить 115 осіб. Входить до складу муніципального утворення Присілок Дубровка.

## Історія
Від 2004 року входить до складу муніципального утворення Присілок Дубровка.

## Населення
| 2002 | 2010 |
| ---- | ---- |
| 150  | ↘115 |